# Касиландия
Касиландия (порт. Cassilândia) — муниципалитет в Бразилии, входит в штат Мату-Гросу-ду-Сул. Составная часть мезорегиона Восток штата Мату-Гроссу-ду-Сул. Входит в экономико-статистический микрорегион Касиландия. Население составляет 21 497 человек на 2006 год. Занимает площадь 3649,830 км². Плотность населения — 5,9 чел./км².

## История
Город основан 3 августа 1954 года.

## Статистика
- Валовой внутренний продукт на 2003 год составляет 167 636 250,00 реалов (данные: Бразильский институт географии и статистики).
- Валовой внутренний продукт на душу населения на 2003 год составляет 8039,72 реалов (данные: Бразильский институт географии и статистики).
- Индекс развития человеческого потенциала на 2000 год составляет 0,775 (данные: Программа развития ООН).

## География
Климат местности: тропический.